# Adolph von Tieschowitz
Adolph Leopold Otto Wilhelm Tieschowitz (von Tieschowa) (* 21. September 1803 in Rokittnitz; † 5. Oktober 1862 in Ratibor, Landkreis Ratibor) war ein deutscher Landrat und Politiker.
Tieschowitz war der Sohn des Landesältesten des Kreises Beuthen Gottlieb Friedrich Wilhelm Tieschowitz von Tieschowa aus dem Adelsgeschlecht Tieschowitz von Tieschowa und dessen Ehefrau Eberhardine Jeanette Auguste Caroline Luise geborene Freiin von Stein-Lausnitz. Tieschowitz, der evangelischer Konfession war, heiratete am 20. Juni 1832 in Postelwitz, Kreis Oels, Gertrud Adelheid Marie Maximiliane Adelgunde Louise von Raven (* 6. November 1802 in Leobschütz; † 23. Februar 1871 in Neisse), die Tochter des Majors Karl Friedrich Wilhelm von Raven.
Tieschowitz besuchte das St.-Elisabeth-Gymnasium in Breslau und legte dort 1824 das Abitur ab. Er studierte ab 1824 Rechtswissenschaften in Berlin. 1827 wurde er Auskulator beim Stadtgericht Berlin und 1829 Kammergerichtreferendar. 1831 schied er aufgrund des Todes seines Vaters kurz vor dem 3. Examen aus dem Justizdienst aus und übernahm die Familiengüter in Rokittnitz.
Er war Kreisdeputierter in Beuthen. Von 1840 bis 1841 war er Landratsamtverweser im Kreis Beuthen. 1840 wurde er mit 19 von 21 Stimmen als Kandidat für den Posten des Landrats gewählt und unter Entbindung der Ableistung der Landratsprüfung als Landrat des Kreises Beuthen ernannt. 1840 wurde er Landesältester. 1858 verkaufte er das Rittergut Rokittnitz. Er wurde jedoch von der Verpflichtung, das Landratsamt nach dem Verkauf niederzulegen, entbunden und blieb bis 1860 Landrat. Von 1859 bis 1865 war er Landschaftsdirektor der oberschlesischen Fürstentümer in Ratibor.
1850 gehörte er dem Volkshaus des Erfurter Unionsparlaments an. Von 1851 bis 1852 war er Mitglied in der II. Preußischen Kammer.
Er wurde mit dem Charakter eines Geheimen Regierungsrates und dem Roten Adlerorden 4. Klasse ausgezeichnet.